# Batalion Strzelców mjr. Łukasza Biegańskiego
Batalion Strzelców mjr. Łukasza Biegańskiego – polski oddział piechoty wchodzący w skład wojsk powstańczych okresu insurekcji kościuszkowskiej.

## Formowanie
Batalion był formowany  w obozie pod Bosutowem od 8 kwietnia 1794. Etat batalionu przewidywał  cztery kompanie i 507 żołnierzy. Pod koniec kwietnia batalion liczył około 207 ludzi. W maju składał się z dwóch kompanii.  Kompania mjr. Łukasza Biegańskiego liczyła 140 żołnierzy, a kpt. Antoniego Dembińskiego –142. W tym czasie  formowany był też sztab wyższy i średni. W czerwcu została utworzona trzecia kompania kpt. Jana Kanty Dembińskiego w sile 161 żołnierzy.  W lipcu batalion osiągnął maksymalny stan liczebny – 519 głów. Na uzbrojeniu batalion posiadał 590 karabinów.Ze względu na straty w walkach, w kolejnych miesiącach liczebność batalionu spadła. 2 listopada na Pradze w trzech kompaniach znajdowało się 427 żołnierzy. Czwarta kompania z gen. Janem Dąbrowskim była w Wielkopolsce, a potem w obozie nad Bzurą.

## Żołnierze batalionu
Organizatorem i dowódcą batalionu był mjr Łukasz Biegański. Najstarszym kapitanem, dowódcą drugiej kompanii i dowódcą batalionu podczas adiutanckiej służby Biegańskiego u boku Tadeusza Kościuszki był kapitan z kompanią Antoni Dembiński. Drugim kapitanem i dowódcą kompanii był Jan Kanty Dembiński. W batalionie służyli też oficerowie: ppor. Antoni Sadowski, ppor. Wojciech Tywolski, ppor. Ignacy Strzelecki, chor. Wincenty Stroński , chor. Józef Śmigielski, a także ppor. Miernikiewicz i Seweryn Mieszkowski, chorążowie Sebastian Gumowski, Stanisław Głowacz, Józef Szymanczewski i Wincenty Pawłowski.
W sierpniu do batalionu dołączyli: kapitan z kompanią Roman Muchałowski oraz porucznik kwatermistrz Wincenty Gołuchowski, ppor. Gosławski i chor. Obolier.